# Fernando Ortiz Arana
Fernando Ortiz Arana (Santiago de Querétaro, Querétaro, 26 de octubre de 1944) es un abogado y político mexicano miembro del Partido Revolucionario Institucional (PRI). Ha tenido entre varios cargos, cuatro veces el de diputado federal y  en una ocasión senador, además de haber sido presidente nacional del PRI.

## Biografía
Realizó sus estudios de primaria en las escuelas oficiales Benito Juárez y Vicente Riva Palacio de la ciudad de Querétaro. La secundaria, preparatorio y licenciatura las cursó en la Universidad Autónoma de Querétaro (UAQ), egresando como licenciado en Derecho en 1967 y presentando su examen profesional el 8 de enero de 1968. Entre 1963 y 1968 fue maestro en la escuela preparatoria de la UAQ, impartiendo la materia de Filosofía Moderna y Contemporánea, y de 1968 a 1969 en la Facultad de Derecho de la misma institución.
Miembro del PRI desde 1963. Su primer cargo público fue juez municipal en el municipio de El Marqués en 1964. Entre 1967 y 1973 ejerció su profesión como abogado postulante y fue nombrado notario público. El 1 de octubre de 1973 asumió el gobierno de Querétaro Antonio Calzada Urquiza, quien el mismo día lo nombró como oficial mayor del gobierno del estado. Permaneció en dicho cargo hasta el 1 de octubre de 1976 en que el mismo gobernador lo nombra secretario general de Gobierno del estado, y mantuvo este cargo hasta marzo de 1979 en que renuncia para ser por primera ocasión candidato del PRI a diputado federal.
Fue postulado candidato a diputado federal por el Distrito 1 de Querétaro y fue elegido para la LI Legistura de 1979 a 1982. Paralelamente fue delegado del PRI en el estado de Veracruz en 1979 y secretario de Divulgación Ideológica del comité nacionla de la Confederación Nacional de Organizaciones Populares (CNOP) en 1980.
Al término de su diputación, en 1982 ocupó el cargo de director general de los fideicomisos federales de Tequesquitengo y Agua Hedionda, y de 1982 a 1984 fue director del Registro Patrimonial de la subsecretaría "B" de la Secretaría de la Contraloría General de la Federación. En 1985 fue por segunda ocasión elegido diputado federal, en esta ocasión representando al Distrito 31 del Distrito Federal a la LIII Legislatura que concluyó en 1988. En esta legislatura le correspondió ser presidente de la Cámara de Diputados entre diciembre de 1985 y agosto de 1986 y fue presidente de la comisión de Vigilancia de la Contaduría Mayor de 
Hacienda.
En 1987 fue secretario de Acción Electoral del comité nacional del PRI y coordinador de los comisionados del PRI ante la entonces Comisión Federal Electoral en 1988. Este último año fue elegido como integrante de la Primera Asamblea de Representantes del Distrito Federal por el distrito 31 local y de la que fue presidente de su comisión de Gobierno de noviembre de 1988 a mayo de 1991. Además, durante 1989 fue presidente del comité directivo del PRI en el Distrito Federal.
En 1991 fue elegido por tercera ocasión diputado federal, volviendo a representar al Distrito 1 de Querétaro en la LV Legislatura que concluiría en 1994. En esta, fue coordinador de los diputados del PRI de ese año a 1993 y por tanto presidente de la entonces Gran Comisión de la Cámara en el mismo periodo. Además en el mes de noviembre de 1991 fue presidente de la Cámara de Diputados, correspondiéndole por tanto dar respuesta al tercer informe de gobierno del presidente Carlos Salinas de Gortari.
El 30 de marzo de 1993 fue nombrado presidente nacional del PRI, en sustitución de Genaro Borrego Estrada; por tanto, el 14 de abril siguiente recibió licencia al cargo de diputado federal y dejó el liderazgo de los diputados del PRI y la Gran Comisión. En la presidencia del PRI le correspondería encabezar la postulación de su candidato a la presidencia de México a las elecciones de 1994. El 28 de noviembre de 1993 fue postulado como candidato Luis Donaldo Colosio, quien sin embargo moriría asesinado el 23 de marzo de 1994 mientras hacía campaña en la ciudad de Tijuana.
En ese momento, la postulación del candidato del PRI a la presidencia era una prerrogativa (no reconocida), de facto, del presidente de la República en funciones, en este caso Salinas de Gortari. Ante la muerte de Colosio, le correspondería nombrar a su sustituto, sin embargo, el crimen causó una gran crisis política en el gobierno de Salinas y en el PRI; y, de acuerdo con varias fuentes, en los días inmediatamente posteriores a la desaparición del candidato algunos sectores del PRI pretendieron postular como sustituto de Colosio a Ortiz Arana, por sobre la voluntad de Salinas. Este logra desactivar dicho movimiento y es postulado como nuevo candidato Ernesto Zedillo Ponce de León. Ortiz Arana permanece como presidente del PRI, pero quedando políticamente debilitado.
Ante ello, el 13 de mayo siguiente es separado de la presidencia del PRI y postulado candidato a senador por Querétaro en primera fórmula. Resultó elegido a dicho cargo para el periodo de 1994 a 2000 que correspondió a las Legislaturas LVI y LVII. Al asumir el nuevo cargo, el 1 de noviembre de 1994 es nombrado coordinador de los senadores del PRI y presidente de la Gran Comisión del Senado, ejerciendo dicho liderazgo hasta 5 de marzo de 1997 en que solicitó licencia para buscar ser candidato del PRI a Gobernador de Querétaro.
Las elecciones a gobernador de ese año fueron parte de un proceso político que en que el PRI sufrió graves derrotas en varias partes del país. En el caso queretano, la crisis comenzó por el hecho de que con anterioridad de la postulación —en el lenguaje político coloquial de México, el destape— de Ortiz Arana, su hermano mayor, José Ortiz Arana, quien tenía una carrera política propia aunque a un nivel menor, buscó públicamente la postulación del PRI a gobernador mediante la demanda de la realización de un proceso de elección abierto a los militantes del partido. Fernando Ortiz Arana fue postulado mediante lo que se denominaba precandidatura de unidad —o informalmente el dedazo—, lo que José rechazó, se negó a retirar su propia postulación y finalmente lo llevó a renunciar a su militancia en el PRI. Sería postulado como candidato a gobernador por el entonces Partido Cardenista y en la elección constitucional quedó en cuarto lugar de votos.
Tras la crisis por el conflicto con su hermano, enfrentó además la candidatura de Ignacio Loyola Vera por el PAN, que resultó triunfador en dicho proceso electoral. Sin embargo, Ortiz Arana siempre consideró que el gobierno de Ernesto Zedillo operó en su contra y favoreció su derrota, como parte de una revancha política por su aspiración a la candidatura presidencial del PRI en 1994. Tras esto, casi un año después, el 17 de marzo de 1998 se reincorporó a su escaño en el Senado y permaneció en él hasta el término de su periodo constitucional el 31 de agosto de 2000.
Pasó entonces como diputado federal por cuarta ocasión, en esta ocasión por la vía plurinominal a la LVIII Legislatura de 2000 a 2003; y en la que fue integrante de las comisiones de Gobernación y Seguridad Pública; y de Justicia y Derechos Humanos.
En 2002 buscó nuevamente la candidatura a la gubernatura de Querétaro para las elecciones de 2003, para la que fue postulado nuevamente tras un proceso interno en que enfrentó a Silvia Hernández, Sonia Alcántara Magos, Adolfo Vega Montoto, Pablo Meré Alcocer y Gil Mendoza Pichardo, rindiendo protesta como candidato del 9 de noviembre de ése año.